# Vloga ženske v hispanoameriški kolonialni družbi

## Naseljevanje in migracije žensk na polotoku
Kolonizirane, samske ženske so prišle na polotok z namenom, da bodo postale žene osvajalcev. Prišle so z željo po boljšem življenju, upale so na hiter družbeni vzpon, čeprav vse niso dosegle tega. Šestina žensk, ki so emigrirale med letoma 1560 in 1579, so bile registrirane kot služkinje. Mnoge izmed njih so končale ovdovele in revne. Ženske migrantke so imele v 16. stoletju pomembno vlogo. One so zaslužne za prenos in ohranitev hispanoameriške kulture, družbenih in verskih vrednot. Niso bile izobražene ali pismene, ampak so izoblikovale modele za vse vrste podrobnosti vsakdanjega življenja, kot so oblačila in moda, kulinarika, gospodinjski pripomočki, zabave, otroško varstvo in podobno.

## Poroke in sorodstvene vezi
Poroke in sorodstvene vezi so bile eden od najpomembnejših stebrov družbe v tistem času. Ta dva faktorja sta bila osnova za zdravo in urejeno družbo. Pomenila sta stabilnost za krono in zakrament za cerkev. Poroka je bila osnova za vzpostavitev družbene strukture prek sorodstva in utrditev družbenega položaja družine ali posameznika. Leta 1776 je Karel III. Španski razglasil zakon, ki je reguliral zakonske prakse zgornjega družbenega razreda. Zakon je določal, da morajo otroci, mlajši od 25 let v primeru moških, in 23 v primeru žensk, zaprositi in pridobiti soglasje svojih staršev, da se poročijo. V trinajstem stoletju je Kodeks sedmih pogodbenic staršem že podelil tako pravico. 

## Položaj in zadolžitve žensk
Ženska v kolonialni družbi je bila manjvredna od moškega. Najprej je bila pod nadzorom očeta in nato pod nadzorom moža. Po poroki je ženska potrebovala pravno soglasje svojega moža za opravljanje kakršne koli dejavnosti (nakupi, prodaja, sodelovanje v družbi). Po pridobitvi dovoljenja je imela ženska popolno svobodo. Ženske so lahko ohranile nadzor nad svojimi finančnimi sredstvi, ki so bili pridobljeni pred poroko in z njimi razpolagale po svoji volji. Dedni sistem je bil dvostranski. Otroci so lahko podedovali tako po materi kot tudi po očetu.Obstajal je pravni sistem, ki je zaščitil ženske pred svojo lastno šibkostjo in pred zlorabo moških.

## Družbeni običaji v koloniji
V koloniji je bil odnos med moškimi in ženskami zelo težak, saj so bile norme za ženske zelo stroge. Španska religija je menila, da je ženska šibko bitje, ki bi jo morala varovati njena družina in tudi vera v obliki osamitve. Ženska morala je imela več odgovornosti, da bi ohranila svojo čast in čast njihove družine. Naloga ženske je bila ohranitev svoje nedolžnosti do poroke in po tem zvestoba možu.

## Družbena odstopanja
V nižjem družbenem razredu je bilo več primerov fizično zlorabljenih žensk kot v višjem razredu, saj so ti ohranili znotraj družine kar se je dogajalo v njihovem domu. Obstajala je možnost razveze v primeru  fizične zlorabe ženske, vendar le, če so ženske predložile dokaze in imele za to priče.

## Izobraževanje žensk
Izobraževanje žensk v 16. stoletju je bilo usmerjeno v njihovo poučevanje kot žena in mati. Prav tako je izobraževanje jasno opredelilo dve različni področji dejavnosti, posebej za moške in posebej za ženske. Dejavnosti ženske so bile osredotočene na dom, dejavnosti moškega pa zunaj njega. Večina žensk v koloniji je bila nepismenih. Prve inovacije v izobraževalni praksi so v 18. stoletju prišle s strani verskih ustanov. Samostani so začeli izobraževati ženske. Zadnja faza v procesu razvoja ženskega izobraževanja proti koncu 18. stoletja je bil pojav javnih šol.

## Življenje v samostanu
Le majhen odstotek žensk se je odločil postati redovnica in svoje življenje posvetiti služenju Bogu. Večina žensk je sklenila zakonsko zvezo in živela za vzgojo svojih otrok. Prve nune, ki so se preselile v Novi svet, so se posvetile poučevanju in so služile kot model krepostnega življenja avtohtonim ženskam. Leta 1742 je bil v Mehiki ustanovljen samostan nun za avtohtone ženske, ki so pripadale plemstvu. Nato so se samostani začeli hitro širiti. Ženske, ki so bile v samostanih, so dobile zaščito, versko zadovoljstvo ter celo bile deležne izobraževanja.

## Avtohtone ženske
Položaj in zgodovinska vloga avtohtonih žensk v kolonialni družbi je bila posledica postopnega prilagajanja vrednot in običajev njihovih družb pred odkritjem Amerike. Ženske so imele priznano in opredeljeno vlogo v družbi (vsakodnevne domače zadolžitve). Opravljale so kmetijske naloge, pripravljale razne pijače in zdravila. Sodelovale so tudi pri aktivnostih lokalnih trgov, na razvitih območjih. Gospodarska vrednost dela žensk je bila priznana kot bistvena za domače in skupnostno gospodarstvo kot temeljni element proizvodnega cikla.

## Temnopolte ženske
Druga skupina žensk, ki jo je težko dokumentirati in označiti, so bile temnopolte ženske in mulatke. Ženske sužnje so bile izpostavljene trpinčenju svojih gospodarjev. Pravice žensk so bile povezane s temi zlorabami. Nasprotovali so svobodni izbiri zakonske zveze. Temnopolte ženske so bile ločene od svojih družin, izpostavljene so bile spolni zlorabi. Lastniki so svoje sužnje obravnavali kot dele svoje lastnine. Zadolžitve suženj so bile različne, od domačega dela in ulične prodaje do najtežjih kmetijskih in rudarskih nalog. V sladkornih nasadih so ženske sužnje morale oploditi polja, izrezati trse, kuhati in opravljati manjše naloge v mlinu. Zadolžitve žensk v rudnikih so pa bile zbiranje in prelaganje kamnov ter pranje zlata.